# Liste von Söhnen und Töchtern der Stadt Taubaté
Die Liste von Söhnen und Töchtern der Stadt Taubaté zählt Personen auf, die im brasilianischen Munizip Taubaté geboren wurden. Die Liste erhebt keinen Anspruch auf Vollständigkeit.

## 19. Jahrhundert
- Antônio Vieira de Oliveira Neves (1815–1905), 1. und einziger Baron von Taubaté
- José Pereira da Silva Barros (1835–1898), Erzbischof von Rio de Janeiro
- Antônio Moreira de Barros (1841–1896), Politiker, 1879–80 Außenminister
- Leopoldo Duarte e Silva (1867–1938), Erzbischof von São Paulo
- Monteiro Lobato (1882–1948), Schriftsteller
- Georgina de Albuquerque (1885–1962), Malerin und Hochschullehrerin

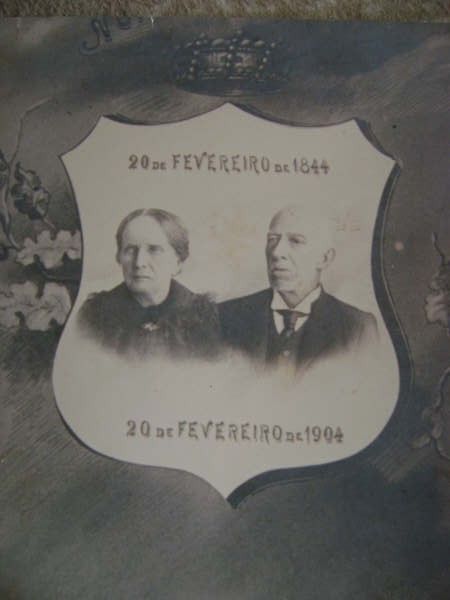
Barão de Taubaté (1904)
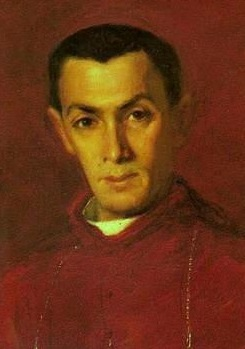
Leopoldo Duarte e Silva (1913)
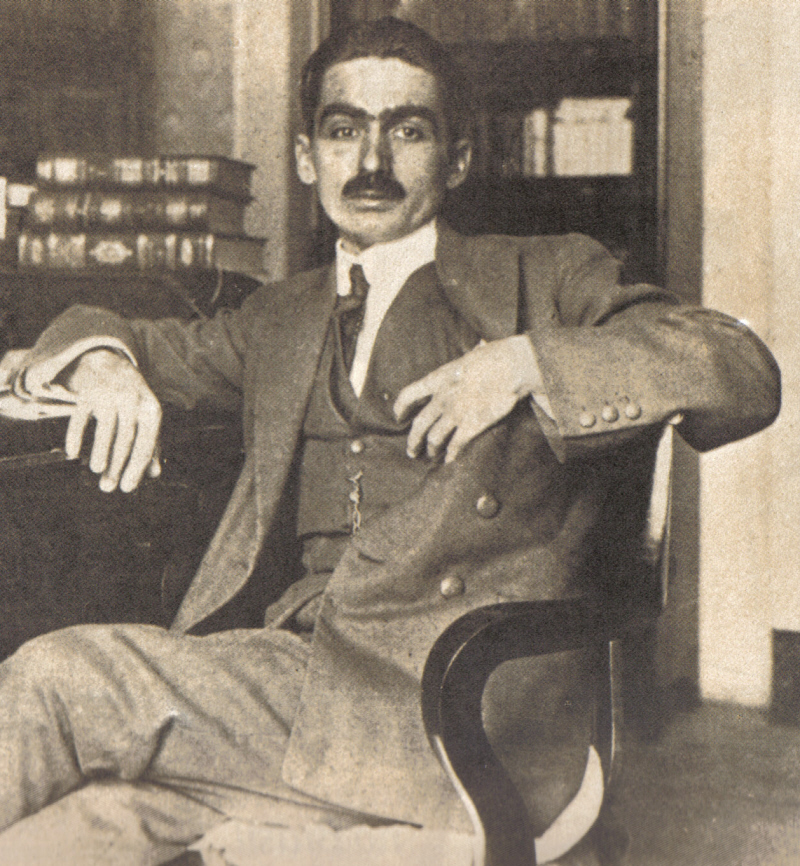
Monteiro Lobato (um 1920)
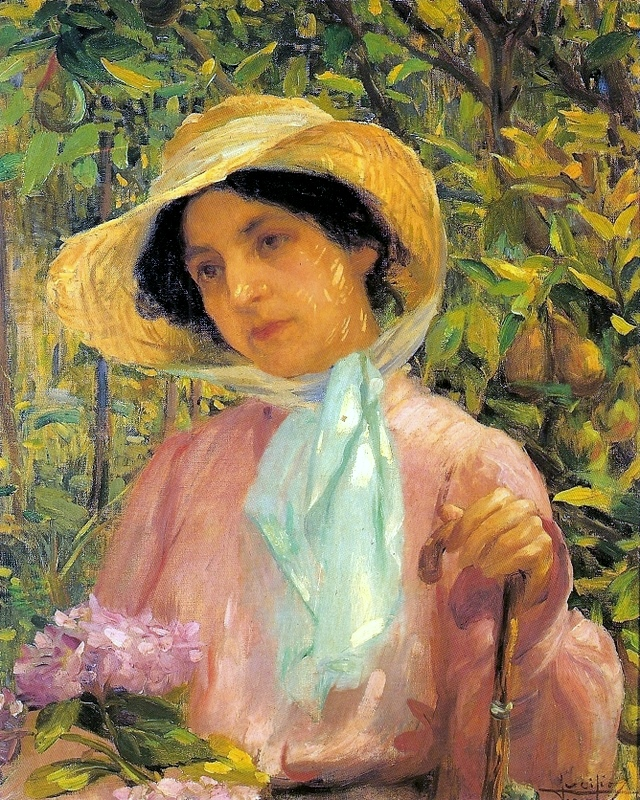
Georgina de Albuquerque (1907)

## 20. Jahrhundert
- José Augusto Brandão (1910–1989), Fußballspieler
- René Rachou (1917–1963), Arzt und Medizinforscher
- Hebe Camargo (1929–2012), Fernsehmoderatorin, Sängerin, Schauspielerin und Synchronsprecherin
- Moreira Alves (* 1933), Jurist, 1985–87 Präsident des Obersten Gerichtshofs
- Celly Campello (1942–2003), Rocksängerin
- Herculano Marcos Ferraz de Alvarenga (* 1947), Arzt, Ornithologe und Paläontologe
- Isabelle Tuchband (* 1968), franco-brasilianische Künstlerin, Tochter des franz. Künstlers Emile Tuchband (1933–2006)
- Jeferson De (* 1969), Regisseur
- Sandro da Silva (* 1974), Fußballspieler
- Renata Banhara (* 1975), Fernsehmoderatorin, Schauspielerin und Ex-Model
- Gilson Domingos Rezende Agostinho (* 1977), Fußballspieler
- Simone Soares (* 1977), Schauspielerin
- Gisiel Rezende Agostinho (* 1982), Fußballtorwart
- Dodô, bürgerlich Domilson Cordeiro dos Santos (* 1998), Fußballspieler

Die Punkrockband Zumbis do Espaço stammt aus Taubaté.

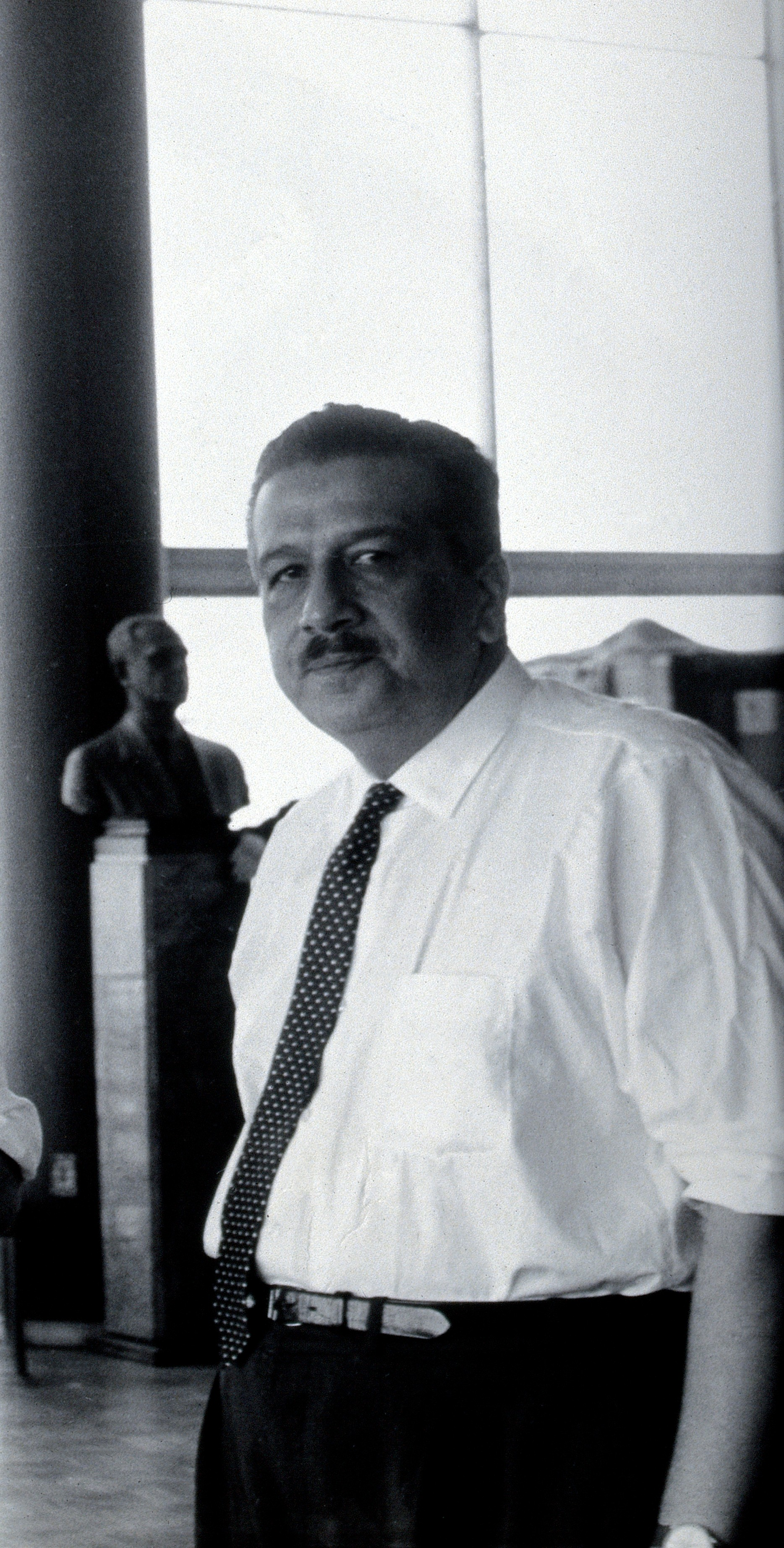
René Rachou
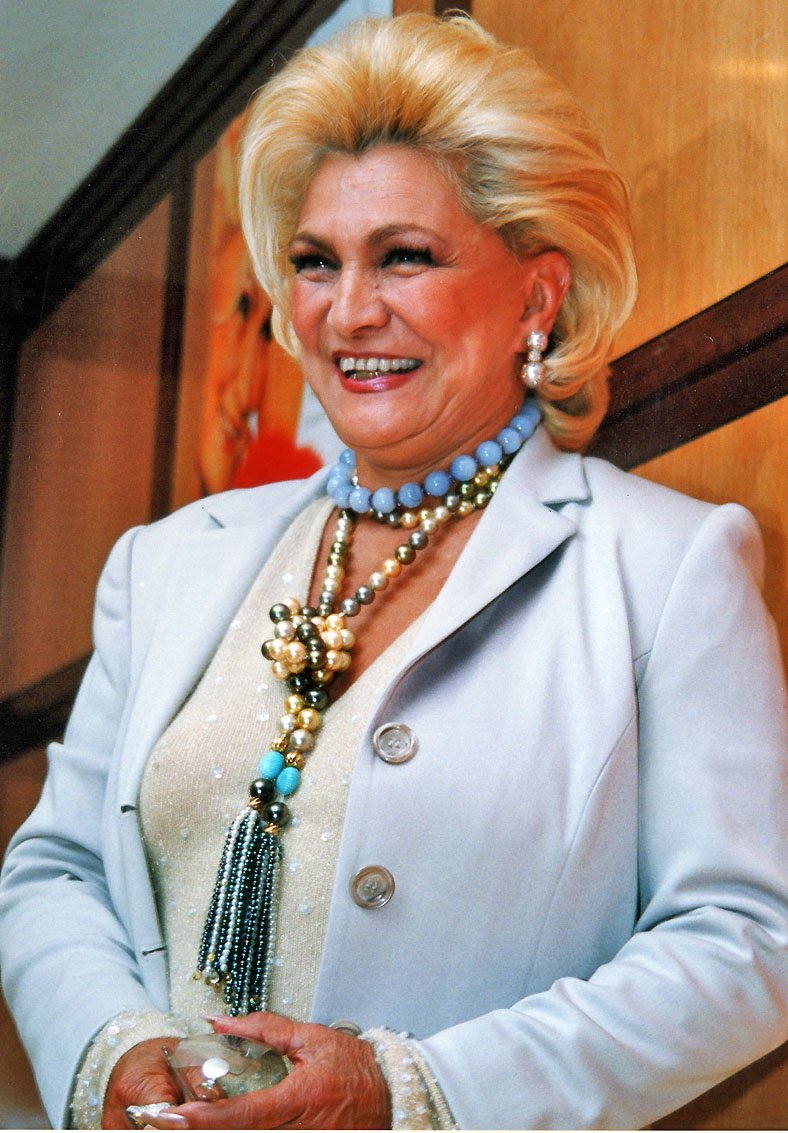
Hebe Camargo (2006)
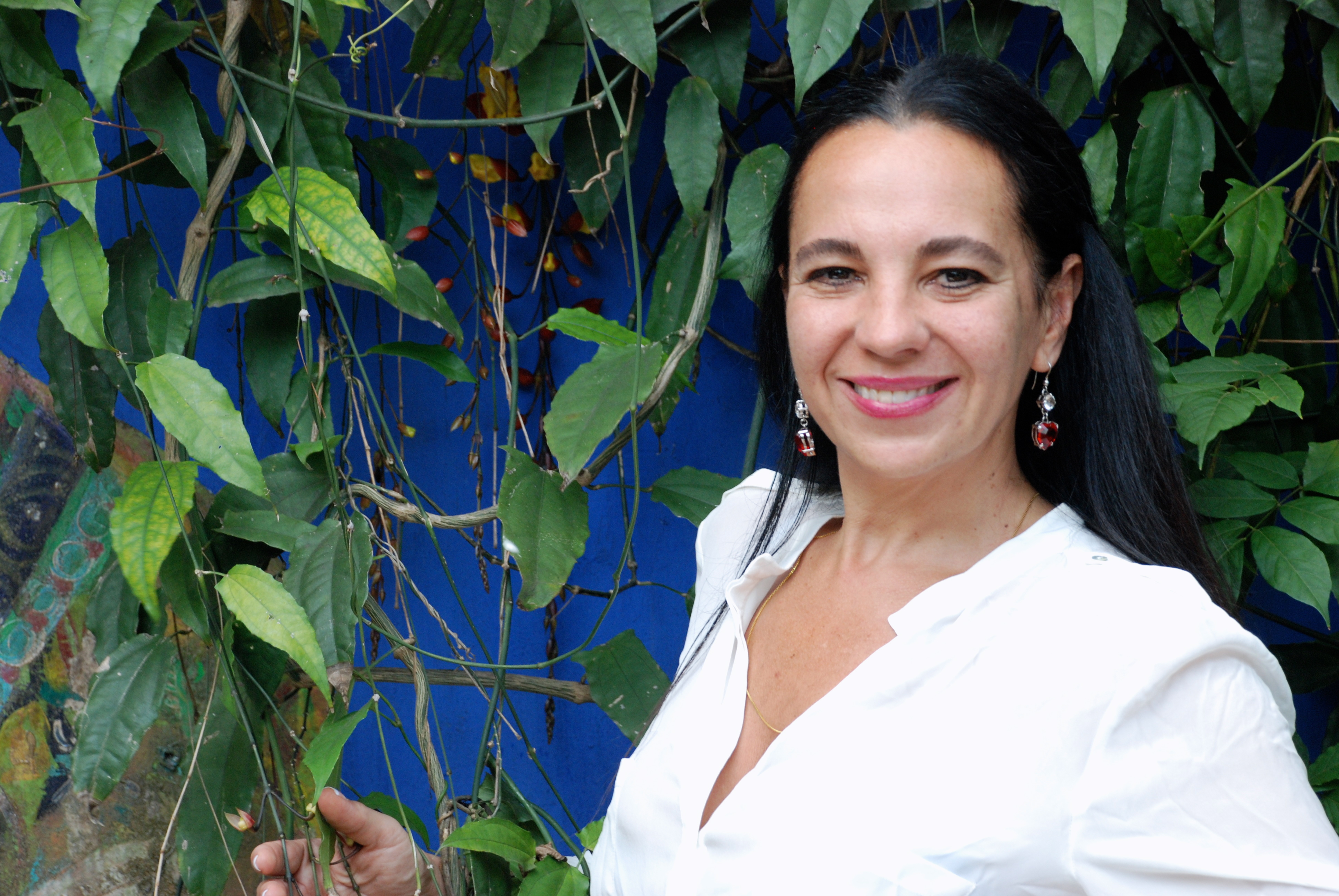
Isabelle Tuchband (2012)
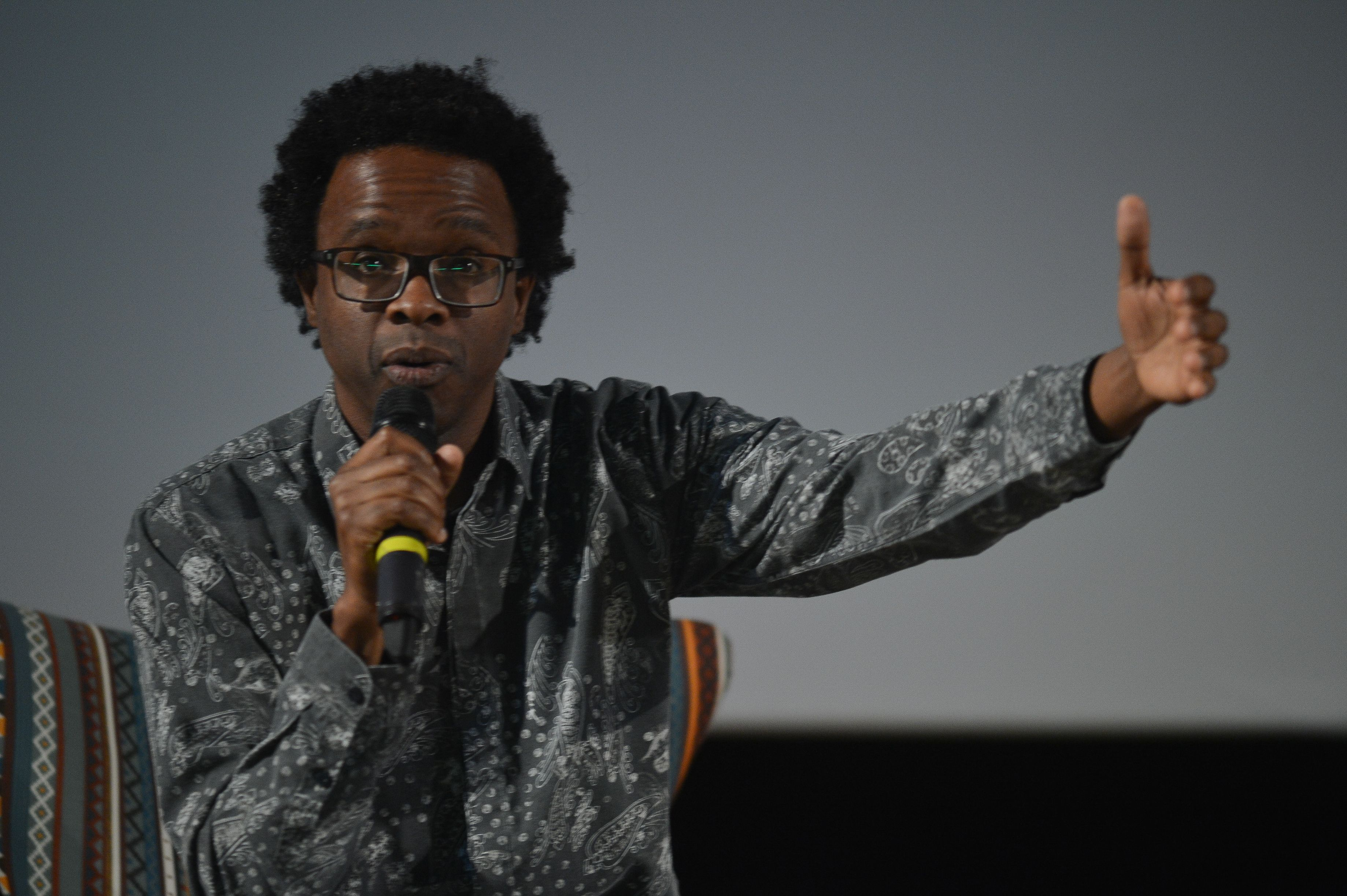
Jeferson De (2015)
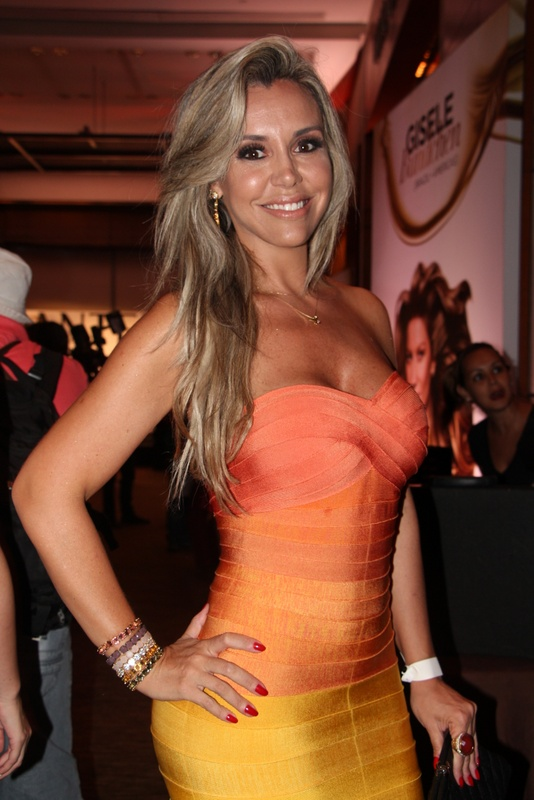
Renata Banhara (2015)
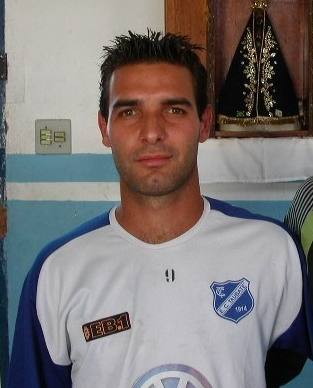
Gilson Domingos Rezende Agostinho (2008)
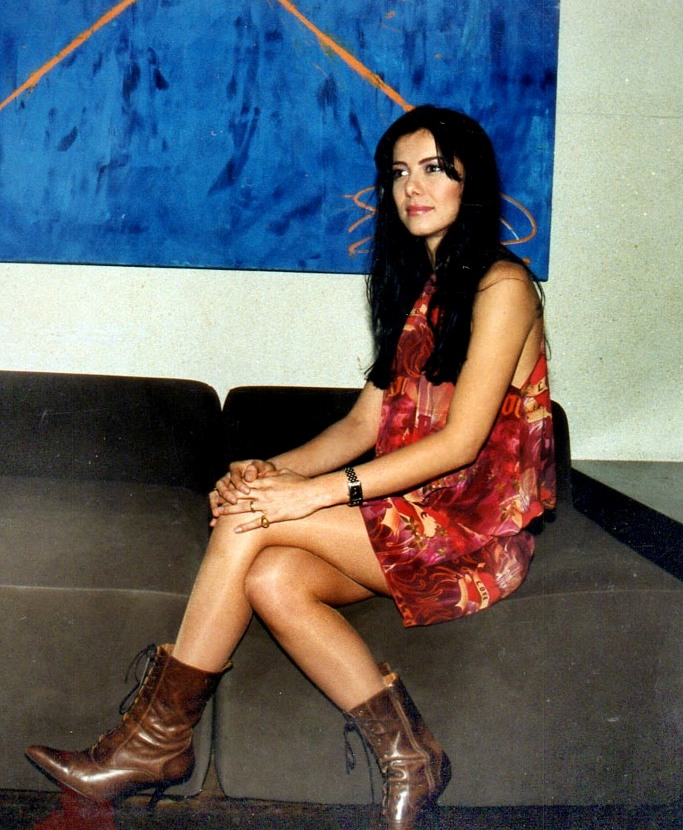
Simone Soares (2006)
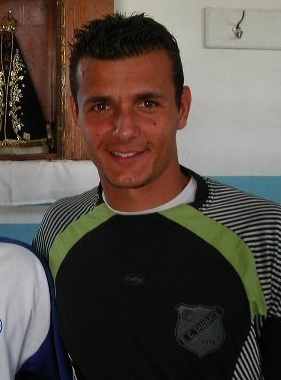
Gisiel Rezende Agostinho (2008)
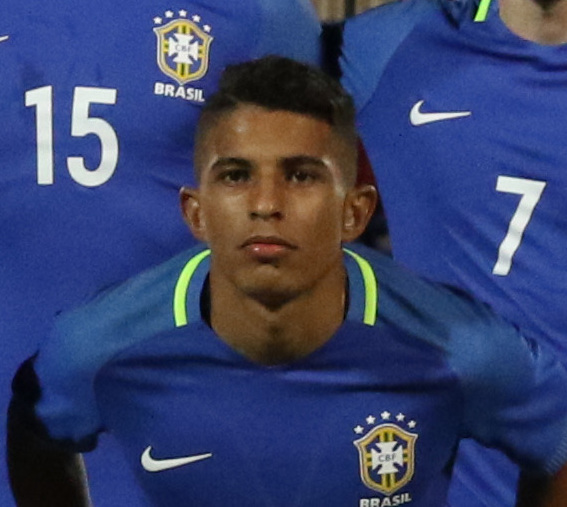
Dodô (2017)